# Natació als Jocs Olímpics d'estiu de la Joventut de 2018
La Natació als Jocs Olímpics d'estiu de la Joventut de 2018 es disputarà del 7 al 12 d'octubre a Buenos Aires, Argentina.

## Medallistes

### Homes
| Prova            | Or                  | Plata                                              | Bronze              |
| 50 m lliure      | Thomas Ceccon       | Daniil Markov                                      | Abdelrahman Sameh   |
| 100 m lliure     |                     |                                                    |                     |
| 200 m lliure     | Kristóf Milák       | Robin Hanson                                       | Denis Loktev        |
| 400 m lliure     | Kristóf Milák       | Marco de Tullio                                    | Keisuke Yoshida     |
| 800 m lliure     |                     |                                                    |                     |
| 50 m esquena     | Kliment Kolesnikov  | Thomas Ceccon                                      | Tomoe Zenimoto Hvas |
| 100 m esquena    | Kliment Kolesnikov  | Daniel Cristian Martin                             | Thomas Ceccon       |
| 200 m esquena    |                     |                                                    |                     |
| 50 m braça       |                     |                                                    |                     |
| 100 m braça      | Jiajun Sun          | Plantilla:Country data Kirguizstan Denis Petrashov | Taku Taniguchi      |
| 200 m braça      | Yu Hanaguruma       | Savvas Thomoglou                                   | Jan Kalusowski      |
| 50 m papallona   |                     |                                                    |                     |
| 100 m papallona  | Andrei Minakov      | Kristóf Milák                                      | Federico Burdisso   |
| 200 m papallona  |                     |                                                    |                     |
| 200 m estils     | Tomoe Zenimoto Hvas | Thomas Ceccon                                      | Finlay Knox         |
| 4 × 100 m lliure | Rússia              | Brasil                                             | Itàlia              |
| 4 × 100 m estils | Rússia              | Xina                                               | Polònia             |